# Liste der Bodendenkmäler in Mertingen
Auf dieser Seite sind die Bodendenkmäler in der schwäbischen Gemeinde Mertingen zusammengestellt. Diese Tabelle ist eine Teilliste der Liste der Bodendenkmäler in Bayern. Grundlage ist die Bayerische Denkmalliste, die auf Basis des Bayerischen Denkmalschutzgesetzes vom 1. Oktober 1973 erstmals erstellt wurde und seither durch das Bayerische Landesamt für Denkmalpflege geführt wird. Die folgenden Angaben ersetzen nicht die rechtsverbindliche Auskunft der Denkmalschutzbehörde.

## Bodendenkmäler der Gemeinde Mertingen

### Bodendenkmäler in der Gemarkung Allmannshofen
| Lage                     | Objekt                      | Akten-Nr.     | Bild |
| ------------------------ | --------------------------- | ------------- | ---- |
| Allmannshofen (Standort) | Burgstall des Mittelalters. | D-7-7330-0041 |      |

### Bodendenkmäler in der Gemarkung Druisheim
| Lage                 | Objekt | Akten-Nr.     | Bild |
| -------------------- | --- | ------------- | ---- |
| Druisheim (Standort) | Straße der römischen Kaiserzeit.                                                                             | D-7-7330-0002 |      |
| Druisheim (Standort) | Straße der römischen Kaiserzeit.                                                                             | D-7-7330-0172 |      |
| Druisheim (Standort) | Vicus und Brandgräber der römischen Kaiserzeit.                                                              | D-7-7330-0174 |      |
| Druisheim (Standort) | Siedlung oder Gräber der römischen Kaiserzeit.                                                               | D-7-7330-0184 |      |
| Druisheim (Standort) | Richtstätte des Mittelalters und der frühen Neuzeit.                                                         | D-7-7330-0189 |      |
| Druisheim (Standort) | Siedlung vor- und frühgeschichtlicher Zeitstellung.                                                          | D-7-7330-0235 |      |
| Druisheim (Standort) | Mittelalterliche und frühneuzeitliche Befunde im Bereich der Katholischen Pfarrkirche St. Veit in Druisheim. | D-7-7330-0254 |      |
| Druisheim (Standort) | Frühneuzeitliche Befunde im Bereich der Kapelle zur Schmerzhaften Muttergottes bei Druisheim.                | D-7-7330-0255 |      |
| Druisheim (Standort) | Straße der römischen Kaiserzeit.                                                                             | D-7-7331-0125 |      |

### Bodendenkmäler in der Gemarkung Lauterbach
| Lage                  | Objekt                       | Akten-Nr.     | Bild |
| --------------------- | ---------------------------- | ------------- | ---- |
| Lauterbach (Standort) | Grabhügel der Hallstattzeit. | D-7-7330-0022 |      |

### Bodendenkmäler in der Gemarkung Mertingen
| Lage                 | Objekt | Akten-Nr.     | Bild |
| -------------------- | --- | ------------- | ---- |
| Mertingen (Standort) | Freilandstation des Mesolithikums, Siedlung der Latènezeit, Kastell und Vicus der römischen Kaiserzeit.                                  | D-7-7330-0001 |      |
| Mertingen (Standort) | Straße der römischen Kaiserzeit. | D-7-7330-0025 |      |
| Mertingen (Standort) | Grabhügel vorgeschichtlicher Zeitstellung.                                                                                               | D-7-7330-0026 |      |
| Mertingen (Standort) | Burgus der römischen Kaiserzeit. | D-7-7330-0148 |      |
| Mertingen (Standort) | Körpergräber des frühen Mittelalters. | D-7-7330-0149 |      |
| Mertingen (Standort) | Körpergräber des frühen Mittelalters. | D-7-7330-0150 |      |
| Mertingen (Standort) | Körpergräber des frühen Mittelalters. | D-7-7330-0151 |      |
| Mertingen (Standort) | Körpergräber des frühen Mittelalters. | D-7-7330-0152 |      |
| Mertingen (Standort) | Körpergräber des frühen Mittelalters. | D-7-7330-0154 |      |
| Mertingen (Standort) | Bestattungsplatz vor- oder frühgeschichtlicher Zeitstellung.                                                                             | D-7-7330-0155 |      |
| Mertingen (Standort) | Siedlung vor- und frühgeschichtlicher Zeitstellung.                                                                                      | D-7-7330-0156 |      |
| Mertingen (Standort) | Villa rustica der römischen Kaiserzeit.                                                                                                  | D-7-7330-0158 |      |
| Mertingen (Standort) | Grabhügel vorgeschichtlicher Zeitstellung.                                                                                               | D-7-7330-0160 |      |
| Mertingen (Standort) | Siedlung vor- und frühgeschichtlicher Zeitstellung.                                                                                      | D-7-7330-0163 |      |
| Mertingen (Standort) | Siedlung des Neolithikums und der römischen Kaiserzeit.                                                                                  | D-7-7330-0165 |      |
| Mertingen (Standort) | Burgstall des Mittelalters. | D-7-7330-0171 |      |
| Mertingen (Standort) | Siedlung der Urnenfelder- und Hallstattzeit.                                                                                             | D-7-7330-0191 |      |
| Mertingen (Standort) | Siedlung vor- und frühgeschichtlicher Zeitstellung.                                                                                      | D-7-7330-0192 |      |
| Mertingen (Standort) | Grabhügel vorgeschichtlicher Zeitstellung.                                                                                               | D-7-7330-0193 |      |
| Mertingen (Standort) | Siedlung vor- und frühgeschichtlicher Zeitstellung.                                                                                      | D-7-7330-0195 |      |
| Mertingen (Standort) | Straßen der römischen Kaiserzeit. | D-7-7330-0232 |      |
| Mertingen (Standort) | Mittelalterliche und frühneuzeitliche Befunde im Bereich der Katholischen Pfarrkirche St. Martin in Mertingen und ihrer Vorgängerbauten. | D-7-7330-0257 |      |
| Mertingen (Standort) | Mittelalterliche und frühneuzeitliche Befunde im Bereich der Katholischen Filialkirche St. Margaretha in Heißesheim.                     | D-7-7330-0277 |      |
| Mertingen (Standort) | Frühneuzeitliche Befunde im Bereich der Kapelle St. Mariä-Schmerzen in Mertingen.                                                        | D-7-7330-0280 |      |
| Mertingen (Standort) | Grabhügel vorgeschichtlicher Zeitstellung.                                                                                               | D-7-7331-0061 |      |
| Mertingen (Standort) | Grabhügel vorgeschichtlicher Zeitstellung.                                                                                               | D-7-7331-0062 |      |
| Mertingen (Standort) | Straße der römischen Kaiserzeit. | D-7-7331-0158 |      |

### Bodendenkmäler in der Gemarkung Oberndorf a.Lech
| Lage                        | Objekt                           | Akten-Nr.     | Bild |
| --------------------------- | -------------------------------- | ------------- | ---- |
| Oberndorf a.Lech (Standort) | Straße der römischen Kaiserzeit. | D-7-7331-0161 |      |